# کرسیترین
کرسیترین (به انگلیسی: Quercitrin) با فرمول شیمیایی C۲۱H۲۰O۱۱ یک ترکیب شیمیایی با شناسه پاب‌کم ۵۲۸۰۴۵۹ است. که جرم مولی آن ۴۴۸٫۳۸ g/mol می‌باشد. 